# Bo Hagstrand
Bo Hagstrand, född 13 juli 1931, död 25 september 2023, var en svensk ishockeyspelare.
Hagstrand representerade klubbarna IFK Bofors (1956/1957–1957/1958), Grums IK (1958/1959–1959/1960) och Gais (1960/1961–1967/1968), innan han varvade ner i HK Kometerna och Hanhals BK i början av 1970-talet.
1961 tilldelades han Hedersmakrillen som Gais främste ishockeyspelare.